# 荒木淳子 (社会科学者)
荒木 淳子（あらき じゅんこ）は、日本の社会科学者。経営学者。私立明治大学政治経済学部准教授。博士（学際情報学）。

## 経歴
東京大学大学院人文社会系研究科（社会学）から、株式会社日本総合研究所研究員、東京大学大学院学際情報学府博士課程中退、東京大学大学院情報学環助教、産業能率大学情報マネジメント学部講師・准教授を経て、明治大学政治経済学部准教授。

## 人物
自ら学び、主体的にキャリアを構築するためには、どのような学習環境が必要かの研究を行っている。
2013年時点の研究に2つの分野があり、1つめは、社会人の組織や仕事に関わらない学びについての研究、2つ目は大学生と社会人の交流実践の研究である。そこでは社会人と大学生が自分の仕事や、将来やりたいことについて語り合うワークショップ型の実践を研究している。
また、多様な学習を行ってるメンバーの調査から、キャリアの確立には所属組織の多様性、活動の志向性、配慮型リーダーの存在、越境学習が重要であることを示している。
2008年の論文「職場を越境する社会人学習のための理論的基盤の検討—ワークプレイスラーニング研究の類型化と再考—」においては、ワークプレイスラーニングの類型化を行い、職場経験アプローチ、職場参加アプローチ、越境参加アプローチ、越境経験アプローチの４類型を示した。

## 専門分野
キャリア研究、学習環境デザイン、キャリアデザイン論。

## 著書
- 『企業内人材育成入門：人を育てる心理・教育学の基本理論を学ぶ』（分担執筆，ダイヤモンド社，2006年）[7]
- 『キャリア教育論：仕事・学び・コミュニティ』(共著,2015年)[8]

## 論文
- 「企業で働く個人の「キャリアの確立」を促す学習環境に関する研究—実践共同体への参加に着目して—」(2007)[9]
- 「職場を越境する社会人学習のための理論的基盤の検討—ワークプレイスラーニング研究の類型化と再考—」(2008)[6]
- 「企業で働く個人のキャリアの確立を促す実践共同体のあり方に関する質的研究」(2009)[10]
- 「仕事に対する態度と職場環境が個人のキャリア確立に与える効果—職場の支援的環境と仕事内容の明示化—」(2011)[11]